# Principado de Vladimir-Susdália

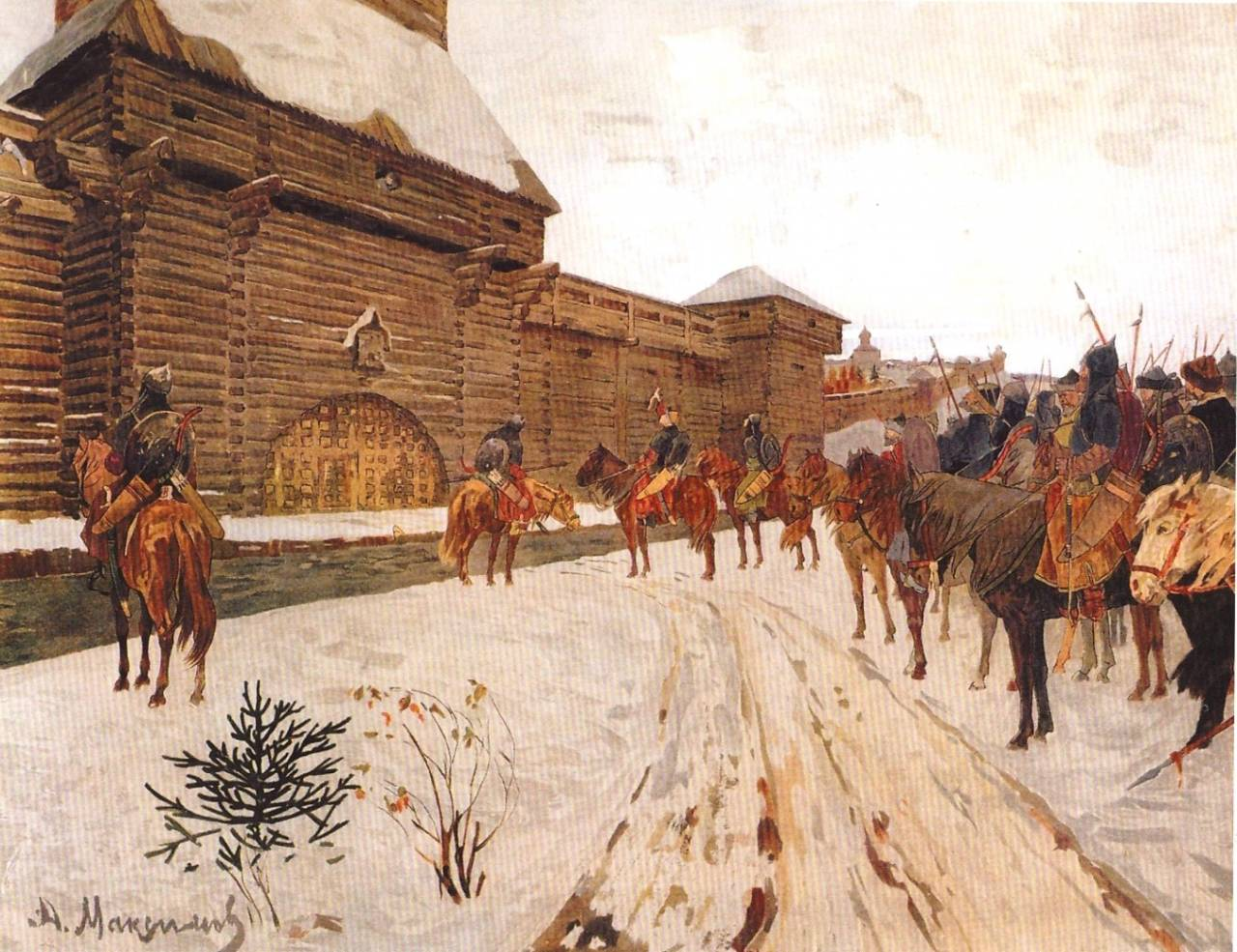
Ilustração de mongóis da Horda Dourada fora de Vladimir aparentemente exigindo submissão antes de saquear a cidade

Principado de Vladimir ou Grão-Ducado de Vladimir-Susdália ou Volodimíria-Susdália (em russo: Влади́миро-Су́здальское кня́жество; Влади́мирско-Су́здальская Русь), foi um dos principais principados que sucederam a Rússia de Quieve como o mais poderoso estado eslavo oriental no final do século XII, durante até o final do século XIV. Tradicionalmente visto como o berço da língua e nacionalidade grã-russa, Vladimir-Susdália gradualmente evolui para o Grão-Principado de Moscou.

## Origem
Em seu apogeu o principado de Vladimir-Susdália ocupou um vasto território na região nordeste da Rússia de Quieve aproximadamente limitada pelos rios Volga, Oca e Duína do Norte Setentrional. No século XI, a capital era Rostóvia e as principais cidades incluíam Susdália, Jaroslávia e Bielozera.
Catedral da Assunção em Vladimir foi construída entre 1158 e 1160 e funcionou como a Igreja mãe da Rússia no século XIII. Vladimir Monômaco, querendo assegurar seus direitos no principado em 1093, transferiu a capital de Rostóvia para Susdália. 15 anos depois ele fundou a cidade de Vladimir, situada no rio Clesma, a 31 quilômetros ao sul de Susdália. Seu filho Jorge I em 1157 moveu a capital para Vladimir. Os boiardos de Rostóvia e Susdália, no entanto, ficaram relutantes em conceder supremacia, e uma breve guerra civil se seguiu.
Em meados do século XII, quando as terras meridionais de Rus foram sistematicamente atacadas por nômades turcos, sua população começou a emigrar em direção ao norte. Nas antigas áreas florestas, conhecidas como Zalesye, muitos novos assentamentos foram estabelecidos. As fundações de Pereslávia, Costroma, Demitrióvia, Moscou, Yuriev-Polsky, Uglícia e Tuéria foram atribuídas (seja por crônicas ou por lenda popular) a Jorge I.

## Denominação
Na literatura científica, vários termos são usados para designar o principado em diferentes fases de sua existência. Para o período dos séculos IX-XI - "Terra de Rostov", no XI - meados do século XII - o "Principado de Rostov-Suzdal", de meados do século XII - "Grão-Ducado de Vladimir". Na historiografia soviética, para o período de meados do século XII a meados do século XIII, o nome "Principado de Vladimir-Suzdal" era comum. Para designar a região como um todo na historiografia, o termo Nordeste da Rússia é mais usado.

Nos anais, o principado foi chamado de Terra de Suzdal (o nome prevalece até o final do século XIII) e o Grão-Ducado de Vladimir (prevaleceu na época posterior); em monumentos literários às vezes - Terra Zalesskaya, Zalesye (ou seja, o que estava "além da floresta" em relação às Terras de Kiev); na Crônica de Novgorod - Terra Nizov.